# Trio (hudební skupina)
Trio byla německá hudební skupina řazená do Neuen Deutschen Welle. Typický pro ně byl textový i instrumentální minimalizmus. Její největší hit „Da da da“ dosáhl mezinárodního úspěchu.